# Поповка (Касимовский район)
Поповка — деревня в Касимовском районе Рязанской области, входит в состав Ахматовского сельского поселения.

## География
Деревня расположена на берегу Оки в 8 км на юго-запад от центра поселения деревни Ахматово и в 5 км на юг от райцентра города Касимов. 

## История
Церковь в этом селе после Октябрьской революции была уничтожена. Строительство новой церкви началось после 2000 года по проекту уроженца села архитектора А.С. Кириллова. 29 октября 2011 года митрополит Рязанский и Михайловский Павел совершил Великое освящение Никольского храма в селе Поповка Касимовского района и отслужил Божественную литургию. 
В конце XIX — начале XX века деревня Поповская относилось к Подгородней волости Касимовского уезда Рязанской губернии. В 1859 году в деревне числилось 47 дворов, в 1906 году — 127 дворов.

## Население
| 1859 | 1906 |
| ---- | ---- |
| 371  | 823  |

| 1859 | 1897 | 1906 | 2010 |
| ---- | ---- | ---- | ---- |
| 371  | ↗625 | ↗823 | ↘235 |

## Достопримечательности
В селе находится действующая Церковь Николая Чудотворца.